# 也速蒙哥
也速蒙哥（Yesü Möngke，？—1252年），察合台汗国察合台汗的第五子，察合台汗国的第三任可汗。
1241年，察合台遗命支持哈剌旭烈继位。蒙古帝国大汗贵由与也速蒙哥亲善，说察合台舍子传孙不对，于1246年废黜了哈剌旭烈，册立也速蒙哥为察合台汗。也速蒙哥安于享乐，国事委托给妃子。1248年，贵由死后，也速蒙哥和窝阔台系的宗王一起反对选立拖雷系的蒙哥为大汗，计划拥立阔出的儿子失烈门为大汗，这引起了蒙哥的忌恨。他没有参加推戴蒙哥为汗的忽里台大会。1251年，蒙哥继位为大汗，支持哈剌旭烈回国夺取汗位。哈剌旭烈在途中去世，其妻兀鲁忽乃到达察合台汗国首都虎牙思，杀死也速蒙哥。

## 延伸阅读
[在维基数据编辑]
 《新元史/卷107》，出自柯劭忞《新元史》